# Bibata Nébié
Bibata Nébié épouse Ouédraogo née le 29 mars 1973 à Ouahigouya, est une magistrate et femme politique burkinabè. Elle fut ministre de la Justice et des Droits humains dans le gouvernement Tambèla de 2022 à 2023. 

## Biographie
Née Bibata Ouédraogo le 29 mars 1973 à Ouahigouya, elle étudie au lycée provincial de Koudougou où elle obtient un baccalauréat littéraire en 1993. Elle étudie ensuite à l'université de Ouagadougou, où elle décroche une maîtrise en droit des affaires en 1997. La même année, elle entre à l'École nationale d’administration et de magistrature, dont elle sort diplômée en 1999,.

## Parcours politique
Elle entre au Ministère des Droits humains en 2010, y devenant directrice de l'Éducation aux droits humains. De 2015 à 2017, elle est la directrice de cabinet du ministre de la Justice. 
En 2017, elle rejoint la Cour d'appel de Ouagadougou en tant que présidente de chambre, puis devient conseillère à la Cour des comptes d'octobre 2021 à avril 2022,.
Elle devient dès mi-2022 la secrétaire générale du Ministère de la Justice,.
Le 25 octobre 2022, elle est nommée ministre de la Justice et des Droits humains dans le gouvernement Tambèla, gouvernement de transition mis en place à la suite du coup d'État de septembre 2022 et l'arrivée au pouvoir du capitaine Ibrahim Traoré. Elle prend ses fonctions le 28 octobre.
Lors d'un remaniement du gouvernement le 25 juin 2023, elle n'est pas reconduite dans ses fonctions. Elle cède sa place le 27 juin à Edasso Rodrigue Bayala.
Le 17 juillet 2024, elle est nommée ambassadrice au Japon par le Conseil des ministres.